# 春日花子 (初代)
初代春日 花子（かすが はなこ、本名：湯浅幸知、旧姓：倉田、1903年（明治36年）8月17日 - 1992年（平成4年）2月21日）とは元宝塚少女歌劇団花組主演娘役クラスの人物である。三重県一志郡川合村（現・津市）出身。夫は元プロ野球監督、プロ野球選手の湯浅禎夫。高砂松子、沖津浪子と合わせて、『宝塚の三幅對』と呼ばれた。

この芸名は小倉百人一首の第33番：紀友則の『久方の 光長閑けき 春の日に 靜心無く 花の散るらむ（ひさかたの ひかりのどけき はるのひに しづこころなく はなのちるらむ）』から命名された。

## 略歴
- 1917年（大正6年）、宝塚歌劇団5期生として、宝塚少女歌劇団（現在の宝塚歌劇団）に入団。なお、このときは兄が黙って入学申し込みをした[7]。

- 1927年（昭和2年）11月25日[8]、宝塚少女歌劇団を24歳で退団。

## 宝塚少女歌劇団時代の主な出演
- 『鼠の引越』（1918年1月1日 - 1月20日、宝塚歌劇場(パラダイス劇場)）
- 『風流延年舞』（1919年7月20日 - 8月31日、宝塚新歌劇場(公會堂劇場)）
- 『罰』（1920年3月20日 - 5月20日、宝塚新歌劇場(公會堂劇場)）
- 『守錢奴』『筑摩神事』（第一部）（1921年3月20日 - 5月20日、宝塚新歌劇場(公會堂劇場)）
- 『結婚嫌ひ』『番太鼓』（第二部）（1921年7月20日 - 8月31日、宝塚新歌劇場(公會堂劇場)）
- 『眠の女神』『邯鄲』『由良の莊忍ぶ草』（月組）（1921年9月20日 - 10月18日、宝塚新歌劇場(公會堂劇場)）
- 『萬壽の姫』『メツシナの花嫁』（花組）（1922年2月1日 - 2月25日、宝塚新歌劇場(公會堂劇場)）
- 『シヤクンタラ姫』『噂』（花組）（1922年5月1日 - 5月31日、宝塚新歌劇場(公會堂劇場)）
- 『邪宗門』（花組）（1922年8月1日 - 9月10日、宝塚新歌劇場(公會堂劇場)）
- 『竈姫』『奇蹟』『ジユリヤの結婚』（花組）（1922年11月1日 - 11月30日、宝塚新歌劇場(公會堂劇場)）
- 『親指姫』（花組）（1923年1月1日 - 1月20日、宝塚新歌劇場(公會堂劇場)）
- 『貞任の妻』（花組）（1923年4月11日 - 5月10日、宝塚新歌劇場(中劇場)）
- 『川霧』『檢察官』（花組）（1923年7月10日 - 8月19日、宝塚新歌劇場(中劇場)）
- 『マルチンの望』『松浦鏡』（花組）（1923年9月25日 - 10月24日、宝塚新歌劇場(中劇場)）
- 『マルタ』（花組）（1924年1月1日 - 1月31日、宝塚新歌劇場(中劇場)）
- 『中山寺緣起』『學生通辯』（花組）（1924年5月1日 - 5月21日、宝塚新歌劇場(中劇場)）
- 『アミノオの功績』（月・花組）（1924年7月19日 - 9月2日、宝塚大劇場）
- 『鼎法師』『エミリーの嘆き』（花組）（1924年11月1日 - 11月30日、宝塚大劇場）
- 『マルフアの昇天』『阿含焔』（花組）（1925年2月1日 - 2月28日、宝塚大劇場）
- 『出陣』『陰雨』（花組）（1925年6月1日 - 6月30日、宝塚大劇場）
- 『俊寛の娘』『サン・ドミンゴの哀話』『白張の娘』（花組）（1925年9月1日 - 9月30日、宝塚大劇場）
- 『二つの扉』『守錢奴』（花組）（1925年12月1日 - 12月28日、宝塚大劇場）
- 『オフイリヤの死』（花組）（1926年3月1日 - 3月31日、宝塚大劇場）
- 『起居舞』『某の夜の定家』（花組）（1926年5月1日 - 5月31日、宝塚大劇場）
- 『鞍馬山』『セビラの理髪師』（花組）（1926年9月1日 - 9月30日、宝塚大劇場）
- 『死の舞踏』『小萩塚物語』『どちらが夢だ』（月組）（1926年12月1日 - 12月24日、宝塚大劇場）
- 『時計が鳴るまで』『慈光』（花組）（1927年3月1日 - 3月31日、宝塚大劇場）
- 『經正』『落窪姫』『品行診斷』（花組）（1927年6月1日 - 6月30日、宝塚大劇場）